# Ewald Riebschläger
Ewald Riebschläger   (Zeitz, 24 d'octubre de 1904 - Zeitz, 29 d'octubre de 1993) va ser un saltador alemany durant les dècades de 1920 i 1930.
El 1928 va prendre part en els Jocs Olímpics d'Amsterdam, on va disputar dues proves del programa de salts. Fou cinquè en la prova de palanca de 10 metres i sisè en la de trampolí de 3 metres.
En el seu palmarès destaquen cinc medalles al Campionat d'Europa de natació, dues el 1927, dues el 1931 i una el 1934, i cinc campionats nacionals.